# 氢化亚汞
氢化亚汞（HgH）是汞形成的二元氢化物。Hg-H的键能非常弱因此该化合物只能在低于6K基质隔离的条件发现。氢化汞HgH2和氢化亚汞的直线型二聚体HHgHgH也已经用此法发现。